# عبد الجليل الحوري
عبد الجليل عمران الحوري، مناضل عمالي بحريني منذ مرحلة الستينيات، هو أول من يتوفي في البحرين، في اعتصام عمالي.. ولد عام 1940 في منطقة الحورة.. متزوج وله ولدان، (منير، وسلام) وبنت اسمها (نعيمة).
توفي بتاريخ 24 أبريل عام 2010, أثناء مشاركته في المسيرة العمالية، التي دعت إليها نقابة المصرفيين البحرينية، احتجاجاً على تسريح عدد من العاملين في المصارف البحرينية، نتيجة تداعيات الأزمة المالية العالمية.

## الحياة السياسية
- مناضل عمالي منذ مرحلة الستينيات.
- انخرط في صفوف جبهة التحرير الوطني البحرانية وهو عضو مؤسس في المنبر الديمقراطي التقدمي.
- يعتبر محوراً رئيسيّاً في تأسيس اللجنة التأسيسية لاتحاد عمال البحرين إلى جانب رفيقيه المناضلين عباس عواجي وعبد الله مطيويع.
- شارك بفاعلية في انتفاضة مارس/ آذار 1965 العمالية للدفاع عن المفصولين من شركة النفط بابكو.
- اعتقل لفترات متعددة أهمها كان في أعوام 1972-1973-1974-1975.
- شارك في غالبية المسيرات العمالية مدافعاً بحماس عن مصالح الطبقة العاملة وكان آخرها اعتصام يوم أمس 24 أبريل/ نيسان 2010 الذي نظمته نقابة المصرفيين دفاعاً عن المفصولين من البنوك والمصارف في البحرين، وكانت آخر صرخاته العمالية: يا عامل ارفع راسك خل النضال متراسك - الوحدة الوحدة يا عمال...
- عاد مؤخراً من رحلة علاج في ألمانيا شاركه فيها رفيق دربه المناضل العمالي عباس عواجي إذ خضع لعملية قسطرة في ثلاثة شرايين في ساقه وكان مصراً على العودة إلى البحرين قبل استكمال علاجه وذلك لمشاركة رفاقه العمال احتفالات الأول من مايو/ أيار بعد أسبوع من الآن.
- كرم في الذكرى الخامسة والخمسين لتأسيس جبهة التحرير الوطني البحرانية في فبراير/ شباط الماضي.
- كرمه القطاع العمالي بالمنبر الديمقراطي التقدمي لنضالاته المتميزة ووقوفه إلى جانب القضايا العمالية.
- كرمه اتحاد عمال البحرين ضمن الرواد الأوائل من النقابيين العماليين